# Black Canyon Lake
Der Black Canyon Lake ist ein 0,3 km² großer See im US-Bundesstaat Arizona.
Der See liegt im Apache-Sitgreaves National Forest auf einer Höhe von 2164 Metern über dem Meeresspiegel und hat eine maximale Tiefe von zwölf Metern.